# Drifter (Gordon Giltrap)
Drifter is deels een studio- en deels een livealbum van Gordon Giltrap. Bij de eerste uitgave van het album werd bij het studioalbum Drifter een compact disc meegeleverd met de audioversie van zijn dvd Live at Huntingdon Hall, Worcester, januari 2003. Het studioalbum is opgenomen in de Elversound geluidsstudio.

## Musici
- Gordon Giltrap – gitaar
- John Bradbury – viool

## Muziek
| Nr. | Titel                            | Duur |
| --- | -------------------------------- | ---- |
| 1.  | Mrs. Singer’s Waltz              | 2:59 |
| 2.  | Maddie goes west                 | 2:35 |
| 3.  | Lakeland memories (liveopnamen)  | 4:01 |
| 4.  | Drifter                          | 3:34 |
| 5.  | James’ jig                       | 2:06 |
| 6.  | Ravensbourn                      | 4:04 |
| 7.  | Three legged horse (liveopnamen) | 3:32 |
| 8.  | The long road home               | 2:01 |
| 9.  | Deco echo                        | 2:17 |
| 10. | Circle of friends                | 1:07 |
| 11. | Triple echo                      | 2:25 |
| 12. | On reflection (liveopnamen)      | 1:26 |
| 13. | Those who bring sunshine         | 4:20 |
| 14. | Greensleeves                     | 2:44 |
| 15. | On tiptoe                        | 1:41 |
| 16. | A hint of blue                   | 2:32 |
| 17. | John’s deckchair                 | 4:12 |

| Nr. | Titel                 | Duur |
| --- | --------------------- | ---- |
| 1.  | Appalachinan dreaming | 3:56 |
| 2.  | Isabella’s wedding    | 3:42 |
| 3.  | Summer holiday        | 1:57 |
| 4.  | Nursery chimes        | 3:07 |
| 5.  | Pedrolino             | 2:25 |
| 6.  | Who knows where to go | 3:11 |
| 7.  | Sallie’s song         | 2;14 |
| 8.  | Rain in the doorway   | 2:11 |
| 9.  | The Lord’s Seat       | 2:50 |
| 10. | Rainbow kites         | 2:48 |
| 11. | Under this blue sky   | 3:50 |
| 12. | A Christmas carol     | 2:40 |
| 13. | The racer             | 3:49 |
| 14. | A Dublin day          | 4:24 |
| 15. | On Canber Sands       | 3:54 |
| 16. | Here Comes the Sun    | 2:36 |
| 17. | At Giltrap’s bar      | 2:31 |
| 18. | Down the river        | 7:22 |
| 19. | Heartsong             | 5:12 |
| 20. | Lucifer’s cage        | 6:41 |